# 岡野光利
岡野 光利（おかの みつとし、1941年〈昭和16年〉1月18日 -  ）は、日本の政治家、元群馬県富岡市長（1期）。

## 来歴
群馬県出身。富岡市立吉田中学校、群馬県立富岡高等学校卒。卒業後は沖電気に入社する。1990年富岡市議会議員に初当選し、5期務める。2010年富岡市長選挙に立候補し、現職の岩井賢太郎を破って当選する。市長を1期務め、2014年に退任した。